# Acanthocereus tetragonus
Acanthocereus tetragonus är en kaktusväxtart som först beskrevs av Carl von Linné, och fick sitt nu gällande namn av Hummelinck. Acanthocereus tetragonus ingår i släktet Acanthocereus och familjen kaktusväxter. Inga underarter finns listade i Catalogue of Life.

## Bildgalleri

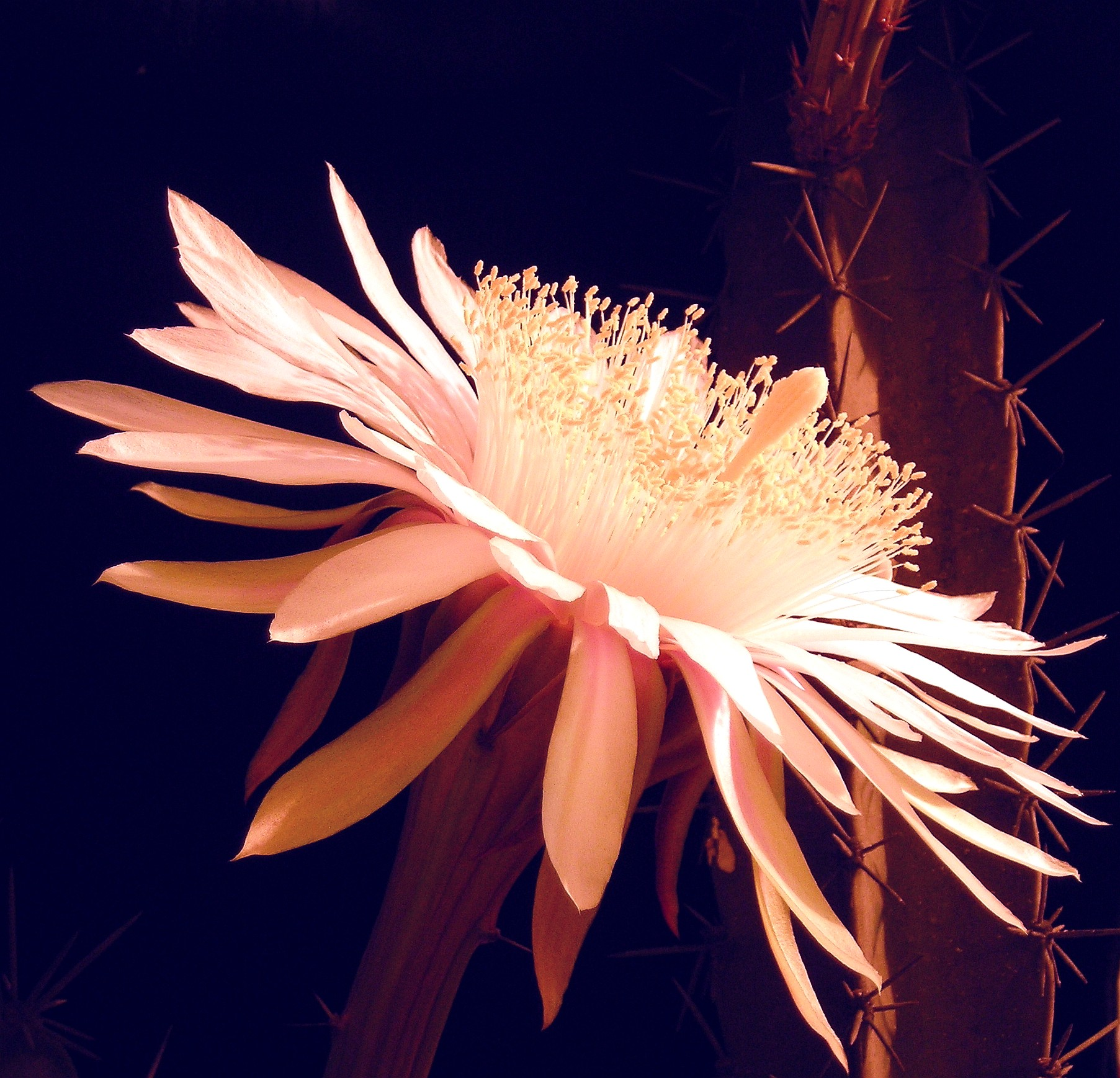
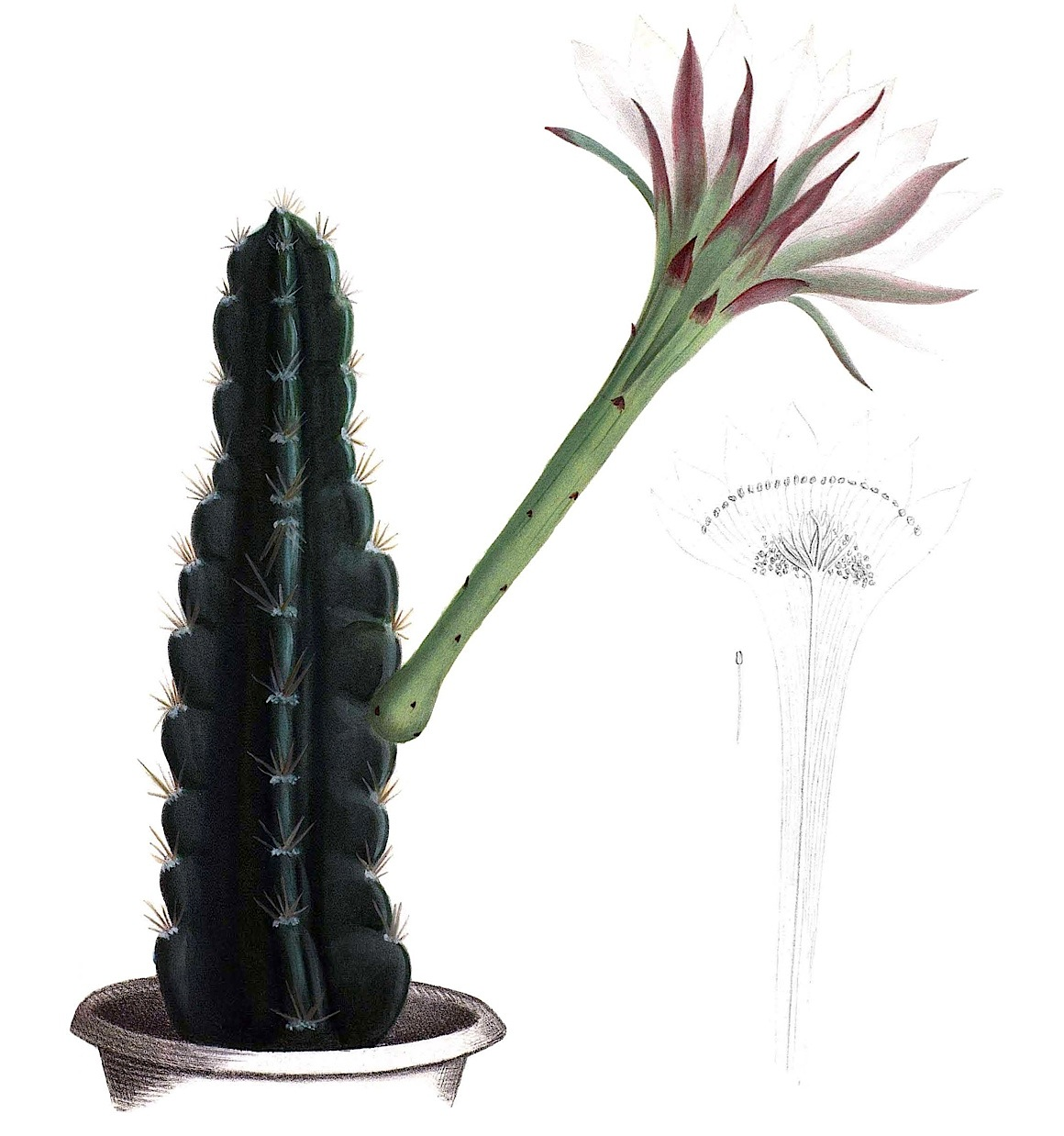
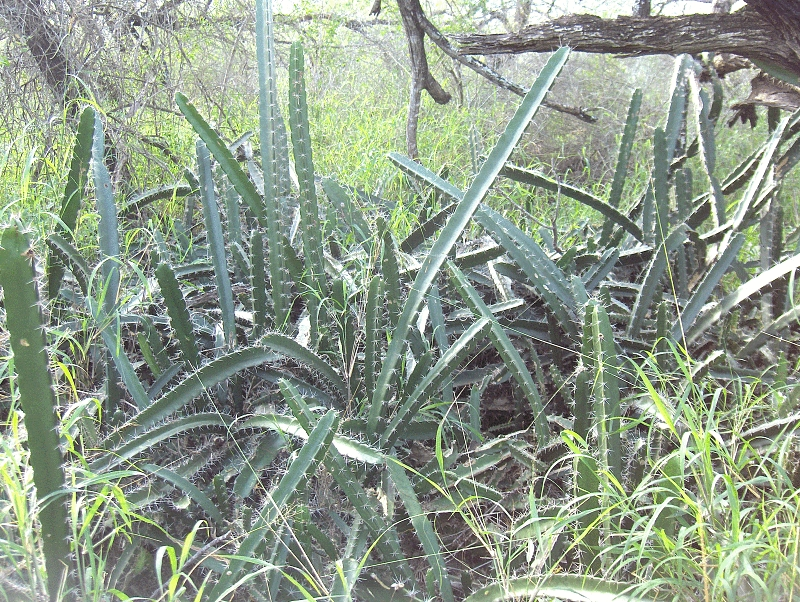
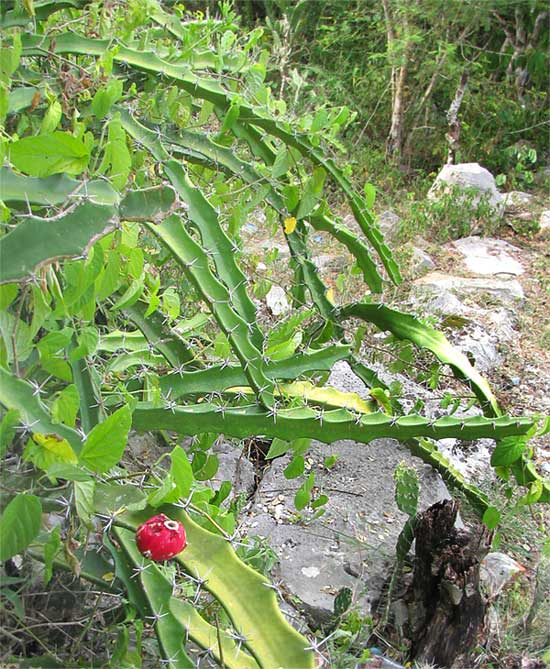
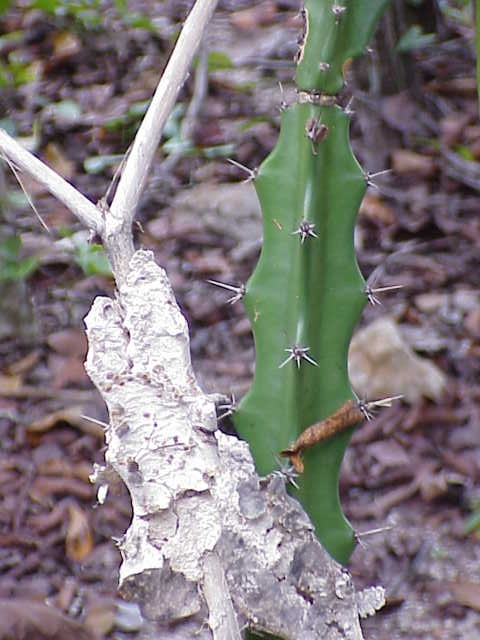
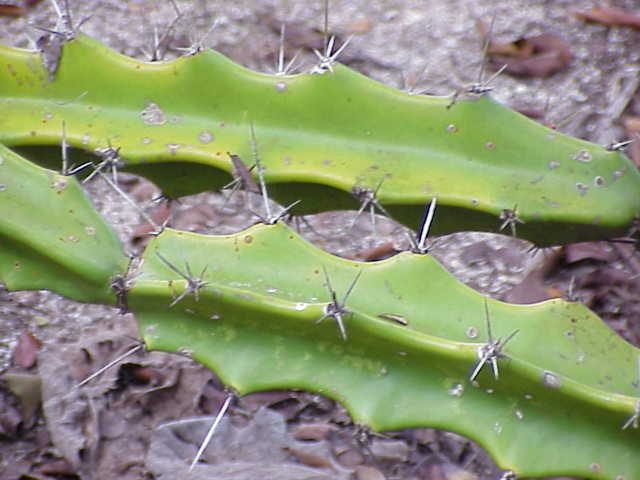